# Derby Museum and Art Gallery
Muzeum i galeria sztuki w Derby (Derby Museum and Art Gallery) – muzeum założone w 1836 roku w Derby, w Anglii, pod nazwą „Muzeum miasta i hrabstwa Derby i Towarzystwo Historii Naturalnej” (Derby Town and County Museum and Natural History Society). Otwarte zostało dla publiczności w roku 1879, równocześnie z biblioteką centralną Derby. Gmach muzeum został zaprojektowany przez architekta Richardа K. Freemana.
Muzeum wystawia ponad 300 obrazów Josepha Wrighta, wyroby manufaktury porcelany Royal Crown Derby oraz okolicznych innych zakładów porcelanowych, a także wiele eksponatów historycznych, archeologicznych і geologicznych. Oprócz kolekcji Wrighta są również dzieła malarskie Williama Fredericka Austina, E.E. Clarka, Harolda Gresleya, Alfreda Johna Keene’a, George’a Baileya, Georga Holtzendorffa, Davida Payne’a, George’a Turnera, William a Wooda, Ernesta Townsenda, George’a Francisa Yarnella, Samuela і Louise Rayner.